# Gangara (Zinder)
Gangara ist eine Landgemeinde im Departement Tanout in Niger.

## Geographie
Gangara liegt in der Landschaft Damergou in der Sahelzone. Die Nachbargemeinden sind Tarka im Nordwesten, Tanout im Nordosten, Olléléwa im Südosten und Falenko im Süden. Bei den Siedlungen im Gemeindegebiet handelt es sich um 161 Dörfer, 511 Weiler, 9 Lager und 16 Wasserstellen. Der Hauptort der Landgemeinde ist das Dorf Gangara.

## Geschichte

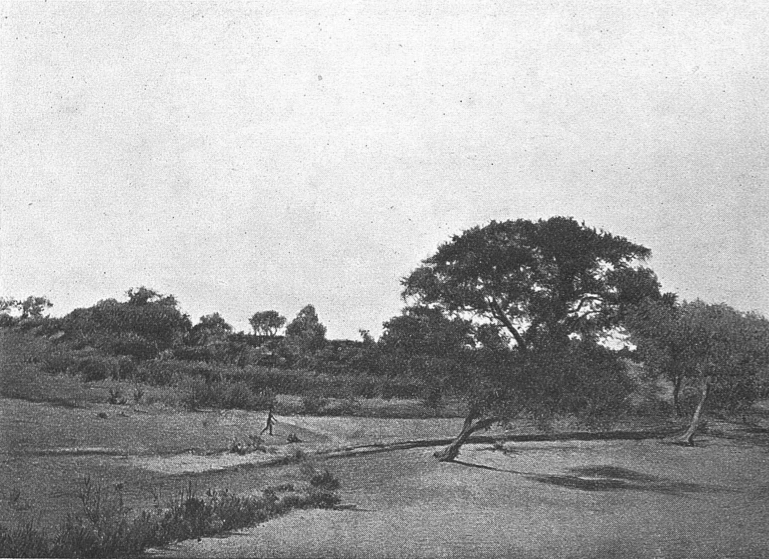
Ein Anabaum beim Dorf Bourourou in Gangara (1899)

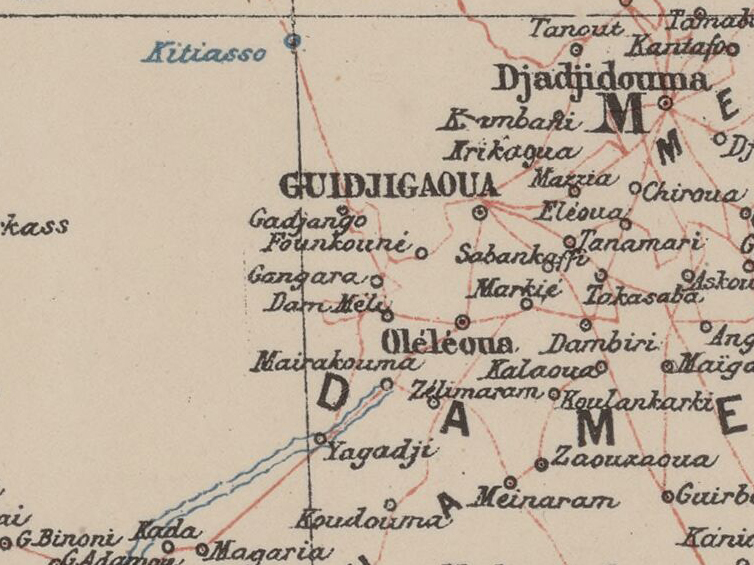
Ausschnitt einer Karte von 1903 mit Gangara im Zentrum

Die französische Forschungs- und Militärexpedition Mission Foureau-Lamy hielt sich von 28. bis 29. Oktober 1899 in Gangara auf. Von 1907 bis 1912 befand sich ein französisches Militärkommando im Ort. Die französische Verwaltung löste Gangara 1915 als eigenen Kanton aus dem Kanton Tanout heraus. Die Kantonsleitung wurde einer lokalen Dynastie sesshafter Tuareg übertragen. Die 175 Kilometer lange Piste zwischen den Orten Tanout und Tessaoua, die durch Gangara führte, galt in den 1920er Jahren als einer der Hauptverkehrswege in der damaligen Kolonie Niger. Sie war in der Trockenzeit von Automobilen befahrbar. Die Landgemeinde Gangara ging 2002 im Zuge einer landesweiten Verwaltungsreform aus dem Kanton Gangara hervor, dessen südlicher Teil als eigenständige Landgemeinde Falenko herausgelöst wurde.

## Bevölkerung
Bei der Volkszählung 2012 hatte die Landgemeinde 112.967 Einwohner, die in 18.092 Haushalten lebten. Bei der Volkszählung 2001 betrug die Einwohnerzahl 88.558 in 14.287 Haushalten.
Im Hauptort lebten bei der Volkszählung 2012 1932 Einwohner in 334 Haushalten, bei der Volkszählung 2001 1624 in 261 Haushalten und bei der Volkszählung 1988 1255 in 247 Haushalten.
In ethnischer Hinsicht ist die Gemeinde ein Siedlungsgebiet von Damagarawa, Fulbe, Gobirawa, Iklan, Kanuri, Katsinawa und Tuareg. Die Hausa-Untergruppen Damagarawa und Gobirawa betreiben vor allem Ackerbau. Die Fulbe-Untergruppe Tchilanko’en ist auf Agropastoralismus spezialisiert. Vor allem Fernweidewirtschaft praktizieren die Fulbe-Untergruppen Oudah’en und Wodaabe sowie die Tuareg-Untergruppen Imouzgou, Imouzwagan, Iwillimiden, Kel Ates, Kel Nougroub, Kel Tanat und Tegama. Außerdem leben Angehörige der Tuareg-Untergruppen Albourdatan und Araban in der Landgemeinde, deren wichtigste Lebensgrundlage der Karawanenhandel darstellt.

## Politik
Der Gemeinderat (conseil municipal) hat 25 gewählte Mitglieder. Mit den Kommunalwahlen 2020 sind die Sitze im Gemeinderat wie folgt verteilt: 14 PNDS-Tarayya, 10 MNSD-Nassara und 1 ARD-Adaltchi Mutunchi.
Jeweils ein traditioneller Ortsvorsteher (chef traditionnel) steht an der Spitze von 115 Dörfern in der Gemeinde.

## Wirtschaft und Infrastruktur
Wochenmärkte werden im Hauptort sowie in den Dörfern Gagaoua, Gourbobo, Kékéni, Samia und Yagagi abgehalten. Das staatliche Versorgungszentrum für landwirtschaftliche Betriebsmittel und Materialien (CAIMA) unterhält eine Verkaufsstelle im Hauptort.
Gesundheitszentren des Typs Centre de Santé Intégré (CSI) sind im Hauptort sowie in den Siedlungen Dan Barko, Gagaoua, Gouagourzo, Gourbobo, Samia und Yagagi vorhanden. Der CEG Gangara und der CEG Gagaoua sind allgemein bildende Schulen der Sekundarstufe des Typs Collège d’Enseignement Général (CEG). Das Berufsausbildungszentrum Centre de Formation aux Métiers de Gangara (CFM Gangara) bietet Lehrgänge in Metallbau, familiärer Wirtschaft und Tischlerei an. Der Centre de Formation aux Métiers de Yagagi (CFM Yagagi) ist ein weiteres Berufsausbildungszentrum in der Gemeinde.
Die 366,6 Kilometer lange Nationalstraße 32 zwischen Keita und Sabon Kafi verläuft durch den Hauptort und das Dorf Samia. Es handelt sich in diesem Abschnitt um eine einfache Erdstraße. Sie kreuzt im Hauptort die 151,3 Kilometer lange Nationalstraße 45 zwischen Tessaoua und Guézawa, die auch durch Yagagi führt. Das Dorf Gourbobo ist mit der 12,74 Kilometer langen Route 726, einer einfachen Erdstraße, mit der Nationalstraße 11 in Takoukout verbunden. Die 14,25 Kilometer lange Route 739, eine wenig ausgebaute Landstraße, verläuft von Gagaoua in das Nachbardorf Kouyéwa.